# Socorro County
Socorro County är ett administrativt område i delstaten New Mexico, USA, med 17 866 invånare. Den administrativa huvudorten (county seat) är Socorro. 
Del av Salinas Pueblo Missions nationalmonument ligger i countyt. 

## Geografi
Enligt United States Census Bureau så har countyt en total area på 17 221 km². 17 216 km² av den arean är land och 5 km²  är vatten. 

### Angränsande countyn
- Cibola County, New Mexico - nordväst
- Valencia County, New Mexico - nord
- Torrance County, New Mexico - nordöst

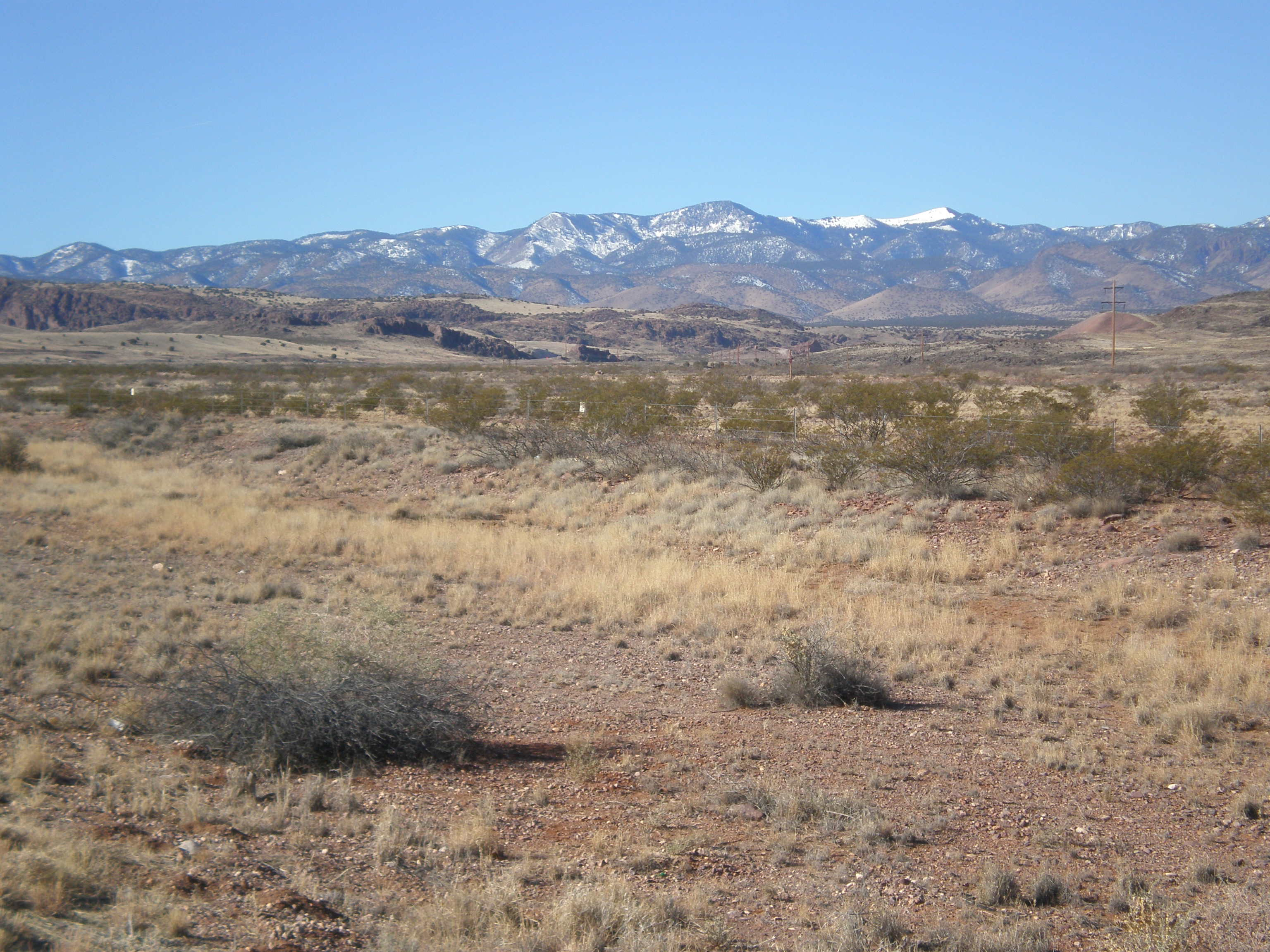
US Route 60, väster om Socorro.

- Lincoln County, New Mexico - öst
- Sierra County, New Mexico - syd
- Catron County, New Mexico - väst